# Chiesa ortodossa russa fuori dalla Russia
La Chiesa ortodossa russa fuori dalla Russia (in russo: Русская православная церковь заграницей, in inglese: The Russian Orthodox Church Outside of Russia; abbreviato: ROCOR) è una giurisdizione della Chiesa ortodossa russa con lo status di "Chiesa autogovernata" o semi-autonoma (in russo Самоуправляемые Церкви?). Si è formata in risposta alla politica repressiva sovietica nei confronti della religione e in particolare della Chiesa ortodossa russa dopo la presa del potere a seguito della Rivoluzione russa del 1917.
Attuale primo gerarca della ROCOR è Nicholas Ol'chovskij, metropolita dell'America orientale e New York, eletto dal sinodo dei vescovi il 13 settembre 2022 e confermato dal Santo Sinodo della Chiesa ortodossa russa il 14 settembre.

## Storia

### Formazione e primi anni
Preso atto dell'ostilità del governo sovietico nei confronti della Chiesa ortodossa russa, nel 1920 il Patriarca di Mosca Tichon promulgò un ukaz (decreto) per invitare ed autorizzare i fedeli che riconoscevano la sua autorità residenti all'estero a cercare guida e protezione altrove.
La gerarchia religiosa interpretò questo decreto come un invito a formare un sinodo all'estero per consentire alla Chiesa di funzionare al di fuori della Russia. Questa interpretazione fu ulteriormente confermata nel maggio del 1922 quando il governo Sovietico istituì una sua Chiesa viva come una riforma della Chiesa ortodossa russa.
Il successivo 13 settembre 1922 la gerarchia ortodossa russa all'estero si riunì nella città serba di Sremski Karlovci, presso Belgrado fondando il Sinodo dei vescovi della Chiesa russa all'estero ed eleggendo alla propria guida il metropolita Anastasio (per cui, i seguaci di tale sinodo, sono detti "anastasiani"), che terrà tale incarico fino al 1966.
Il successivo novembre, inoltre, gli ortodossi russi del Nord America istituirono un altro sinodo eleggendo il metropolita Platon quale primate di un esarcato russo autonomo nelle Americhe. Questo portò ad un conflitto ancora irrisolto sulla rivendicazione delle proprietà della Chiesa ortodossa negli Stati Uniti tra l'esarcato nord americano, il sinodo anastasiano (che durante la Seconda guerra mondiale si trasferirà anch'esso negli Stati Uniti, esattamente a Jordanville), la Chiesa viva voluta dal governo sovietico e le Autorità ecclesiastiche ortodosse ufficiali.

### La chiesa dei rifugiati (1922-1991)
Nel 1927 il Sinodo all'estero dichiarò che "quella parte della Chiesa russa che si trova all'estero si considera un ramo inseparabile e spiritualmente unito alla Chiesa della Grande Russia. Non si sente separata dalla Chiesa Madre e non si considera autocefala", in altre parole affermava di parlare a nome di tutta la Russia ortodossa fuori dalla Russia.
All'indomani della Seconda guerra mondiale, il Patriarcato di Mosca ventilò la possibilità di una riunificazione con il Sinodo all'estero, presumibilmente su indicazione dello stesso Governo sovietico che in tempo di guerra aveva adottato una politica meno repressiva verso la religione e vedeva in questo un modo per conquistare un'immagine più rispettabile internazionalmente.
Il Sinodo all'estero però rifiutò la proposta dato che comunque il governo della Russia era ancora comunista.

### Dopo la dissoluzione dell'URSS
Dopo la dissoluzione dell'Unione Sovietica il Sinodo all'estero ha continuato a mantenere la sua indipendenza dalla Chiesa ortodossa russa. Uno dei motivi più spesso citati a giustificazione di questa posizione è il forte livello di compromissione della gerarchia russa in patria con il passato governo, oltre all'accusa portata contro tanti prelati di essere stati agenti attivi del KGB.

Il Sinodo ha comunque organizzato delle missioni in Russia, ma le relazioni non sono ancora normalizzate.
Questo, comunque, ha impedito ulteriori contatti così nel 2001 il Sinodo del Patriarcato di Mosca e quello all'estero hanno avuto uno scambio di corrispondenza con le quali:
- la Chiesa di Mosca affermava che la separazione passata ed attuale è causata da ragioni meramente politiche
- il Sinodo all'estero ribadiva la sua preoccupazione di una riunione con una Chiesa russa così compromessa

La possibilità di una riunificazione ha però portato ad uno scisma all'interno del Sinodo all'estero.
Nel 2004 una commissione del Sinodo all'estero ha visitato la Russia incontrando anche il Patriarca Alessio II. In quell'occasione fu ufficializzata la formazione di alcuni comitati misti per iniziare un dialogo che dovrebbe portare verso un riavvicinamento.
Questo dialogo ha raggiunto un risultato primo concreto il già 21 giugno 2005 quando le parti sui loro rispettivi siti web hanno pubblicato un comunicato in cui si annunciava la ripresa delle relazioni e che al Sinodo all'estero era riconosciuta l'autonomia.

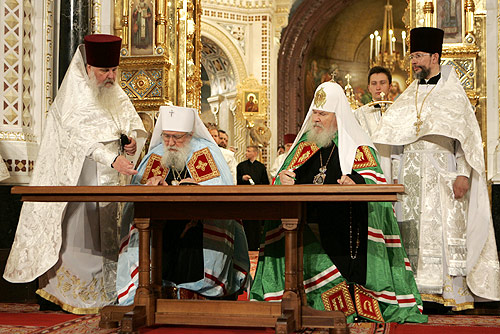
Sottoscrizione dell'atto di comunione canonica del 17 maggio 2007.

Il 17 maggio 2007 lo scisma si è formalmente ricomposto, con la firma di un atto di riunificazione da parte del patriarca russo Alessio II e del metropolita Lauro (Škurla), capo della Chiesa estera, nella cattedrale del Cristo Salvatore di Mosca. A seguito della firma, le due delegazioni hanno celebrato congiuntamente l'Eucaristia. La ROCOR è divenuta così una Chiesa autonoma (in russo Самоуправляемые Церкви?) all'interno della giurisdizione della Chiesa Ortodossa Russa, ossia dotata di ampie facoltà di autogoverno, pur riconoscendo come proprio capo e commemorando liturgicamente il Patriarca di Mosca.

## Organizzazione
La ROCOR è costituita da 8 eparchie:
| Eparchia                            | Sede          | Anno erezione | Sito ufficiale      |
| ----------------------------------- | ------------- | ------------- | ------------------- |
| Berlino e Germania                  | Berlino       | 1926          | www.rocor.de        |
| Londra e Europa occidentale         | Londra        | 1954          | orthodox-europe.org |
| America Orientale e New York        | New York      | 1964          | eadiocese.org       |
| Montreal e Canada                   | Montréal      | 1936          | mcdiocese.com       |
| San Francisco e America occidentale | San Francisco | 1927          | www.wadiocese.com   |
| Chicago e America centrale          | Chicago       | 1954          | chicagodiocese.org  |
| Sydney, Australia e Nuova Zelanda   | Sydney        | 1946          | www.rocor.org.au    |
| Sud America                         | Buenos Aires  | 1957          | iglesiarusa.info    |

## Elenco dei Primati della ROCOR
Capo spirituale della Chiesa ortodossa russa fuori dalla Russia ha il titolo di "Primo Gerarca" (in inglese First Hierarch). Dal 1964 la sua sede propria è l'eparchia dell'America orientale e di New York.
- Antony Khrapovitsky (1920–1936)
- Anastasius Gribanovsky (1936–1964)
- Philaret Voznesensky (1964–1985)
- Vitaly Ustinov (1986–2001)
- Laurus Škurla (2001–2008)
- Hilarion Kapral (2008–2022)
- Nicholas Olhovsky, dal 2022